# آرثر شيورو
آرثر شيورو (من مواليد 5 ديسمبر 1963) طبيب برازيلي وأستاذ جامعي وسياسي ينتمي إلى حزب العمال. من فبراير 2014 إلى أكتوبر 2015 شغل منصب وزير الصحة في حكومة ديلما روسيف.

## الحياة الشخصية
تخرج في تخصص الطب من جامعة سيرا دوس أورغاوس المركزية، وأجرى إقامة طبية في الطب الوقائي والاجتماعي في كلية الطب بوتوكتتو، وحصل على درجة الماجستير من جامعة ولاية كامبيناس ودكتوراه من الجامعة الفيدرالية في ساو باولو، كلاهما في الصحة الجماعية. يعرّف شيورو دينًا بأنه روحاني. قبل تعيينه وزيراً للصحة كان شيورو وزيراً للصحة في بلدية ساو برناردو دو كامبو.

## الحياة السياسية
تم تعيين شيورو في منصب وزير الصحة في 3 فبراير 2014، ولكن في 21 فبراير تمت إقالته من منصب وزير الصحة لتولي منصب الأستاذ في الجامعة الفيدرالية في ساو باولو. كان الإجراء جزءًا من إجراء بيروقراطي، لأنه لم يستطع تولي منصب مدرس في منصب عام بالفعل، كونه مدرس يمكنه أن يجمع بين هذا المسمى ومنصب وزير. ومن ثم تم تعيين شيورو وزيرا للصحة بعد توليه منصبه كمدرس. تولى وزير العمل وإدارة التثقيف الصحي.
في 31 ديسمبر 2014 تم تأكيد ولايته في الوزارة بعد إعادة انتخاب ديلما روسيف، حيث ظل حتى 29 سبتمبر 2015.